# Emil Weber (Politiker, 1907)
Emil Weber (* 14. November 1907 in Linden; † nach 1975) war ein deutscher Politiker der CVP und der CDU. 1933 trat er der NSDAP bei (Mitgliedsnummer 2.681.135).
Weber, welcher als Fabrikant und Geschäftsführer tätig war, wurde 1952 für die CVP in den Landtag des Saarlandes gewählt. Diesem gehörte er bis zum vorzeitigen Ende der Wahlperiode im Oktober 1955 an. 1965 kandidierte er erneut fürs Parlament, nunmehr für die CDU. Aufgrund des Wahlergebnisses kehrte er so in den Landtag zurück. Am 5. März 1969 gehörte er der 5. Bundesversammlung an, die Gustav Heinemann zum Bundespräsidenten wählte. Eine Kandidatur für den Deutschen Bundestag im selben Jahr scheiterte. Dafür wurde Weber im Folgejahr erneut in den Landtag gewählt. Nach der Wahl 1975 schied er endgültig aus dem Landtag aus.

## Auszeichnungen
- 1975: Saarländischer Verdienstorden